# José León Castillo
José León Castillo (1841-1931) fue un político liberal guatemalteco que fue representante municipal de la Ciudad de Guatemala, diputado por el departamento de Quiché, jefe político de Totonicapán y de Chiquimula, y candidato a la presidencia de la República de Guatemala en las elecciones presidenciales de 1898.

## Biografía
En el Congreso del gobierno de José María Reyna Barrios apoyó la idea de que se recabara del ejecutivo la sanción para promulgar algunas disposiciones relativas a la introducción libre de derechos de ciertas materias, como papel para periódicos, máquinas de coser, etc.  También defendió el restablecimiento de las inspecciones departamentales de instrucción pública y de su propio peculio publicó un catecismo de filosofía positivista para repartirlo entre la población.
También fue profesor de varias asignaturas en el Instituto Nacional Central para Varones y en la Escuela Politécnica.

### Invasión a Guatemala del 28 de enero de 1897
En enero de 1897 se iniciaron las revueltas en contra del gobierno de Reyna Barrios; el 28 de enero el territorio guatemalteco fue invadido por un grupo de revolucionarios que se componía de unos ciento cincuenta hombres armados con rifles Remington, Winchester y Lebel. Tan pronto como el gobierno se enteró del asunto, envió tropas para contener a los invasores, las cuales les dieron alcance el 2 de febrero en un lugar llamado Granadías; tras el combate, los invasores fueron derrotados y sus líderes -Tadeo Trabanino, Braulio Martínez, Juan Vargas y Anselmo Fajardo- apresados, juzgados y fusilados el mismo día. Los rebeldes que lograron escapar, huyeron hacia El Salvador y luego se supo que ya habían instituido una junta preliminar central de gobierno, que iba a estar dirigida por el ciudadano guatemalteco José León Castillo quien luego reportó que sí había estado en correspondencia con Tadeo Trabanino, líder principal de la revuelta.  León Castillo quedó en prisión, pero tras el juicio que tuvo se determinó su inocencia y quedó en libertad. Es más, en el 6 de mayo de ese año Reyna Barrios lo nombró jefe político de Chiquimula;  ahora bien, cuando Reina Barrios supo de las intenciones presidenciales de León Castillo empezó a perseguirlo, al punto que este tuvo que huir hacia El Salvador.
El 1.° de septiembre de 1897 se reportó que se reformó la constitución de Guatemala, específicamente el artículo 5.°, de forma que se prorrogaba el período presidencial del general Reyna Barrios hasta el 15 de marzo de 1902, lo que obligó a León Castillo a permanecer en El Salvador.

### Elecciones presidenciales de 1898

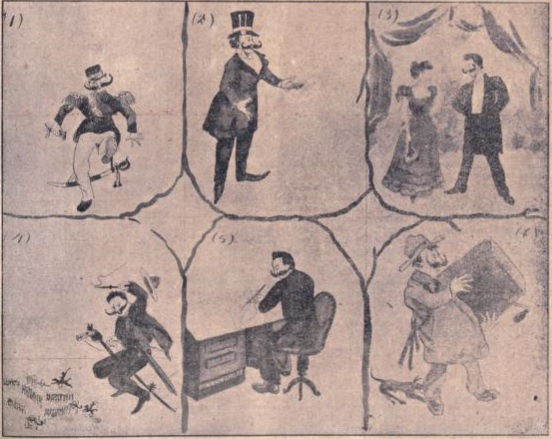
Caricatura del plan de gobierno de José León Castillo de acuerdo al periódico satírico El Torpedo; (1) usar el traje de general para pasear por las calles, (2) usar traje elegante para los diplomáticos y las damas, (3) atender bailes y recepciones, (4) hacer la guerra con soldaditos de juguete, (5) usar su firma para obtener millones y (6) la realidad: tras perder las elecciones ir con su música a otra parte.

En 1898 la Asamblea Legislativa convocó a la elección de presidente luego de que el 8 de febrero de ese año fuera asesinado el presidente José María Reyna Barrios y el licenciado Manuel Estrada Cabrera fuera nombrado presidente interino.  Aparte de Estrada Cabrera, los otros candidatos que se presentaron a la elección fueron: José León Castillo , quien contaba con cinco clubes castillistas en la capital y setenta en los departamentos, y quien era el candidato más fuerte; Francisco Fuentes, quien tenía la mayoría de sus partidarios en Quetzaltenango; y Próspero Morales, exministro de Reina Barrios y uno de los líderes de la Revolución quetzalteca.
En un manifiesto a los guatemaltecos del 26 de mayo de 1898 ofreció como programa de gobierno «por el pueblo y para el pueblo»: instrucción pública; protección a los agricultores, artesanos y comerciantes; honor al mérito; amistad para Centroamérica y México; hospitalidad para los extranjeros laboriosos y consideración para el ejército.
El periódico opositor La Ley, que apoyaba a León Castillo, analizó a Estrada Cabrera diciendo que, como había sido ministro de Gobernación hasta pocos meses antes de la muerte del general Reina barrios, su gobierno sería muy similar al del fallecido presidente; es decir, habría inicialmente leyes muy liberales y desarrollo en la instrucción y en las obras públicas, y al cabo de unos pocos años habría un régimen despótico, que acabaría con la hacienda pública, confiscaría bienes, atacaría la libertad de prensa, llenaría de luto a las familias guatemaltecos y prorrogaría inconstitucionalmente su período presidencia.  El 6 de junio de 1898, el periódico castillista exigía que la Asamblea Nacional Legislativa se convocara para el primero de agosto -día en que se inicaban las elecciones- porque siendo el presidente interino uno de los candidatos, este recibiría pliegos de las juntas electorales pues por medio de intrigas ya había llevado a la alcaldía de la Ciudad de Guatemala a uno de sus incondicionales cabreristas.  Desoyendo estas exigencias, el 27 de junio de 1898, Estrada Cabrera emitió un decreto para que la Asamblea Nacional Legislativa se reuniera el 1.° de septiembre para realizar el escrutinio de votos de las elecciones. La comisión electoral permanente solicitó entonces al presidente interino que revocara ese decreto y que convocando a la Asamblea para los primeros días de agosto y no esperar hasta septiembre, pero el presidente denegó la solicitud porque la comisión permanente no era un cuerpo consultivo y no tenía la atribución de hacer iniciativas de la ley y que no tenía derecho a vetar lo actuado por le ejecutivo.
El 12 de junio de 1898, el periódico Pro Patria -que también apoyó a León Castillo- publicó una crítica severa a las tácticas que estaba utilizando Estrada Cabrera para las elecciones.  El periódico afirmaba que Estrada Cabrera los toleraba durante la época electoral, pero que cuando los setecientos mil indígenas que «estaban aprendiendo a decir "Vas botar Cabreta"» hubieran depositado sus votos, el gobierno ya no les permitiría circular.
Para entonces, circulaba un periódico satírico llamado El Torpedo editado por Napoleón Rivera Cabezas, e impreso en la Tipografía Síguere y Cía, misma que había impreso La Ilustración Guatemalteca.  Este periódico, además que criticar duramente a Castillo, hacía burla de su persona y de los periódicos que lo apoyaban. Entre las acusaciones que le hacían, estaba la de que hombres bajo su mando colgaron de las manos al señor Cuevas, dueño de la finca La Carbonera, por haber delatado a Tadeo Trabanino los líderes de la frustrada invasión de 1897, de robarle su dinero y todos los artículos de comercio que tenía en su finca y de haber, entre otros crímenes contra la familia.  También lo acusaban de que como jefe del Castillismo, personalmente repartió las cuatro monturas quitadas al mismo Cuevas; en total, las pérdidas en «La Carbonera» habrían ascendido a quince mil pesos. Por otra parte, lo acusaban de que muchos de sus correligionarios se hacían pasar por cabreristas y esperar las elecciones para dar el empuje necesario a efecto de hacer triunfar la candidatura independiente y para evitar represalias en su contra.
El 14 de julio de 1898 el presidente interino envió una circular secreta a todos los jefes políticos y comandantes departamentales ordenándoles despedir inmediatamente a los alcaldes que no eran de la confianza del gobierno y que nombraran personas afines a Estrada Cabrera; de esta forma, solamente sus partidarios intervinieron en las mesas electorales.  También se ordenaba que alistaran las boletas de votantes y que las elaboraran registradores cabreristas, dejando un número considerable en blanco, y que pagaran estos servicios con fondos que el presidente había destinado para ello. Finalmente, se les ordenaba que si algún candidato opositor tenía una considerable cantidad de votos, que movilizaran a los adeptos cabreristas y que hicieran votar cuantos fuera necesario.
Ya para el 28 de julio la policía amenazaba a los vendedores de la La Ley para que no lo siguieran ofreciendo, aparecían circulares castillistas apócrifas que hacía la policía secreta, los principales miembros de los clubes castillistas que estaban en el interior de la república fueron hechos prisioneros, el registro de ciudadanos no daba boletas a los partidarios de León Castillo. Y también se hicieron graves acusaciones de que se estaban sacando criminales peligrosos de las cárceles para trabajar a favor de la candidatura de Estrada Cabrera, vapuleando, amenazanda e -incluso- aseinando a los partidarios de León Castillo, y que habían conformado la policía secreta del presidente interino.
La Ley dejó de circular el 26 de julio, y Pro Patria el 28; serían los últimos periódicos independientes que lograron circular durante el gobierno de Manuel Estrada Cabrera. El Torpedo cesó sus publicaciones a finales de agosto.
Estrada Cabrera fue elegido por una abrumadora mayoría de votos y fue proclamado presidente de la república para el período 1899-1905 el 25 de septiembre de 1898.

### Invasión desde México liderada por Próspero Morales
Próspero Morales, candidato presidencial que se había decepcionado del proceso electoral, y quien desde el fracaso de la revolución quetzalteca de 1897 se había establecido en Tapachula, viajó a ciudad de México con el fin de organizar una invasión a Guatemala.  En Tapachula recibió el apoyo de los coroneles Rodrigo Castilla y Víctor López, quienes vivían del lado guatemalteco de la frontera, en San Marcos. El 22 de julio de 1898, diez días antes de que se iniciaran las elecciones presidenciales, las fuerzas rebeldes provenientes de México y que sumaban unos sesenta hombres armados con rifles Máuser ingresaron a Guatemala para acabar con el régimen de Estrada Cabrera, pero su aventura fue repelida rápidamente, por una fuerza de cuatrocientos hombres y dos piezas de artillería. Estrada Cabrera mandó una tropa de doce mil hombres, suspendió las garantías constitucionales y solicitó el auxilio de un buque militar inglés para que bombardeara el Puerto de Ocós y luego lo ocupara. El comandante nombrado para combatir la invasión fue el expresidente Manuel Lisandro Barillas Bercián, quien en poco tiempo logró controlar la situación, derrotando a los rebeldes en Vado Ancho el 5 de agosto de ese año.
Tras el fracaso de la invasión, los seguidores de Morales se dividieron; un grupo decidió retirarse a México y otros se quedaron con el líder opositor, quien anduvo deambulando por los Cuchumatanes durante varios días, hasta que el 14 de agosto decidió rendirse; llegó vivo hasta la aldea de San Sebastián, donde falleció, el 17 de ese mes.  Durante las tres semanas que duró esta revolución, la prensa tuvo prohibido publicar cualquier noticia acerca del levantamiento y todos los telégrafos fueron intervenidos.
Por ese entonces, los militares liberales radicales ecuatorianos, Plutarco Bowen y Juan M. Triviño lograron cruzar la frontera con México, huyendo de Ecuador luego de haber sido acusados de traición. Triviño siguió su camino, pero Bowen, en compañía del coronel Felipe Pineda se dirigió a Tapachula, en donde se estableció. José León Castillo, el candidato derrotado, pasó por Tapachula rumbo a California y fue a visitar a Bowen y a Pineda. Este encuentro fue seguido de cerca por un espía enviado por el cónsul de Guatemala en la ciudad, quien informó posteriormente a Estrada Cabrera que en Tapachula los exiliados habían sostenido una entrevista con «dos famosos artilleros ecuatorianos»; Estrada Cabrera asumió que se trataba de Bowen y Triviño y puso en marcha un operativo para capturar a los dos aventureros. Un anarquista francés al servicio de Cabrera, Hipólito Lambert fue comisionado para ejecutar la orden.  Al llegar, Lambert, junto con los agentes mexicanos Juan Urzúa, Vicente Albores y Mateo Ramírez, invitaron a Bowen y a Pineda Castañeda para una cena, pero el segundo no asistió; Bowen, que tenía mucho valor, llegó sin sospechar nada; poco después de la comida, el militar ecuatoriano quedó narcotizado y así se lo llevaron a San Marcos en Guatemala, en donde fue fusilado el 23 de julio.

### Invasión de 1899

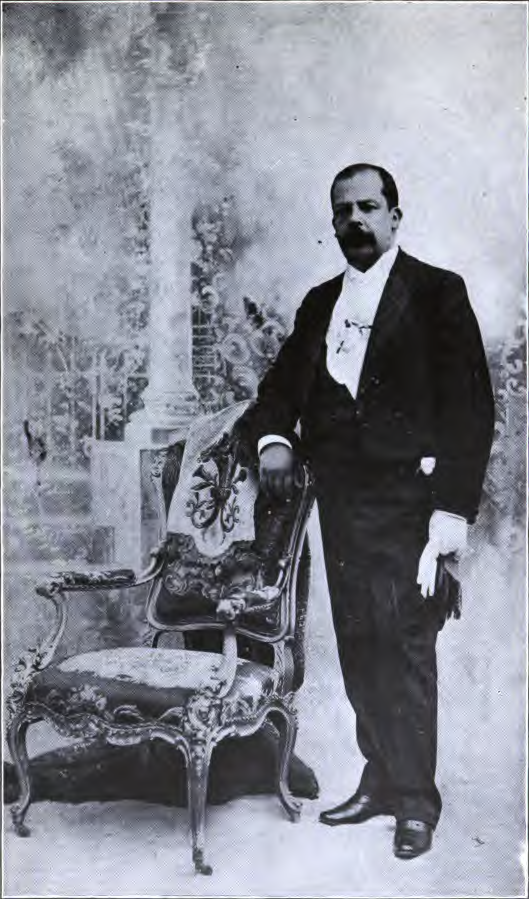
Retrato de Manuel Estrada Cabrera durante su segundo período presidencial.

Para 1899 la Asamblea Nacional Legislativa ya estaba completamente supeditada a los designios del presidente, gracias a que la mayoría de representantes eran incondicionales de este. Entre los miembros de esta Asamblea se puede mencionar a Carlos Herrera y Luna, Adrián Vidaurre, José María Letona y José María Orellana, quienes luego desempeñarían importantes cargos de gobierno. Con el paso de los años, el aparato represivo de Estrada Cabrera cerró las posibilidades de oposición política.
José León castillo se sublevó contra el presidente el 2 de diciembre de 1899, logrando que sus combatientes (principalmente emigrados) tomaran Jutiapa; pero esta incursión pronto fue sofocada, quedando León Castillo exiliado en El Salvador. El 6 de mayo de 1900 la Asamblea Legislativa declaró a Estrada Cabrera «Benemérito de la Patria» por haber sofocado esta sublevación.

### Invasión de 1906
En 1906 se produjo una invasión de emigrados políticos que vivían en México y El Salvador. Manuel Lisandro Barillas Bercián, expresidente de Guatemala, y José León Castillo fueron designados como los comandantes de los ejércitos invasores de México y El Salvador, respectivamente. Tanto Porfirio Díaz como Tomás Regalado abrieron las fronteras de sus países para el paso libre de los invasores. Estos también contaban con el apoyo del vapor Imperio, proveniente de San Francisco, Estados Unidos, y de oro proporcionado por un amigo de Barillas que vivía en Estados Unidos. Pero ni Barillas ni León Castillo eran militares sobresalientes y, tras una serie de escaramuzas, la invasión fracasó en Ocós en junio de 1906.

### Tras el derrocamiento de Estrada Cabrera
León Castillo permaneció en el exilio hasta que Estrada Cabrera fue derrocado en abril de 1920. El 20 de mayo de 1920 la Oficina Internacional de Centroamérica, adscrita a la Pan American Union, nombró a cinco delegados por país para representarlos; entre los representantes de Guatemala estaba León Castillo, junto con Tácito Molina, Manuel Valladares Rubio, Manuel A. Herrera y José Ubico.